# 2558 Viv
2558 Viv è un asteroide della fascia principale. Scoperto nel 1981, presenta un'orbita caratterizzata da un semiasse maggiore pari a 2,2164389 UA e da un'eccentricità di 0,1560131, inclinata di 5,15164° rispetto all'eclittica.